# Chaenactideae
Die Tribus Chaenactideae gehört zur Unterfamilie Asteroideae. Die nur drei Gattungen sind vom westlichen Nordamerika bis Mexiko verbreitet.

## Beschreibung

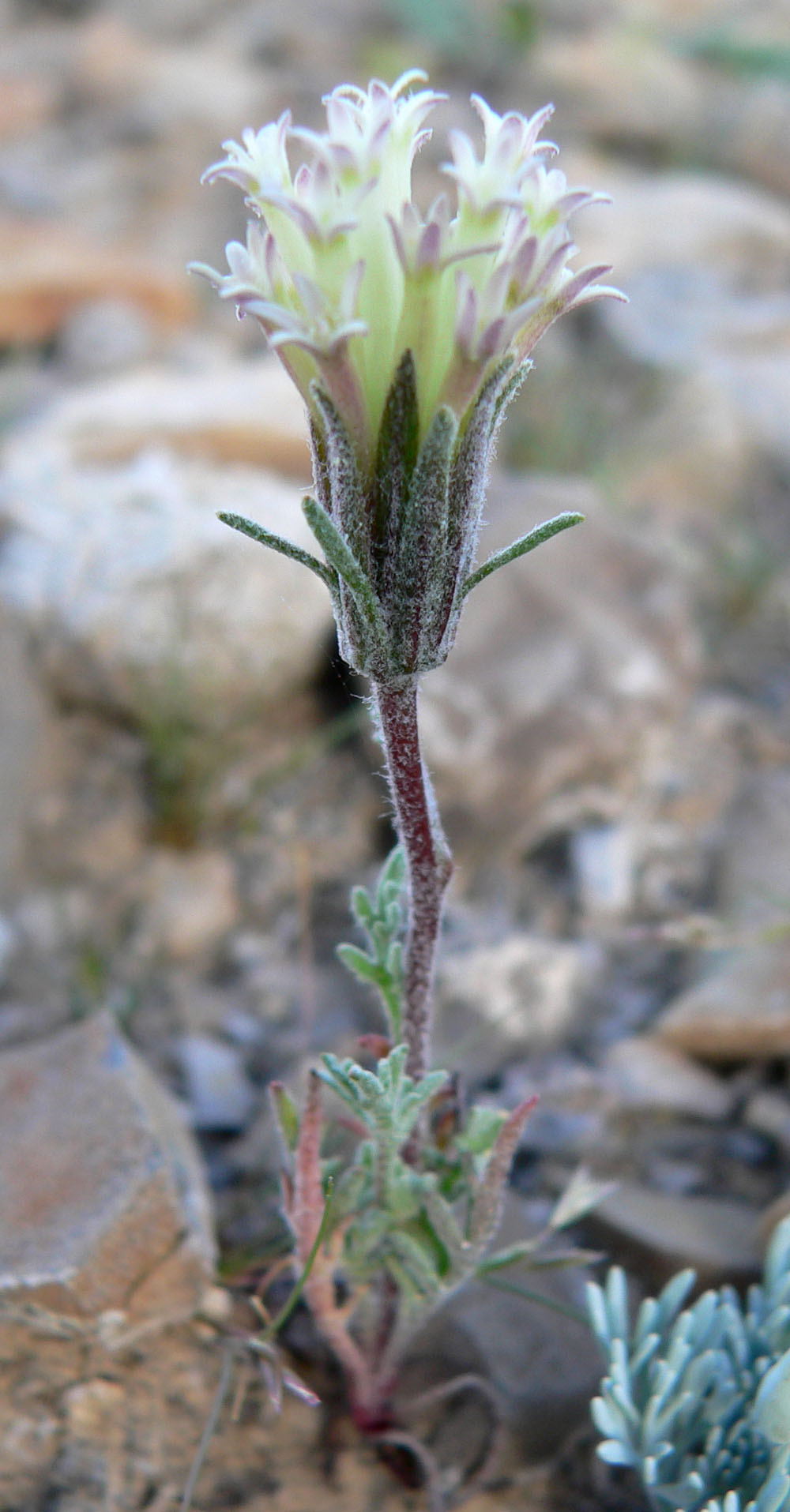
Blütenkörbchen mit Röhrenblüten von Chaenactis macrantha

### Vegetative Merkmale
Die Arten der Chaenactideae sind einjährige, oft kurzlebige oder ausdauernden krautige Pflanzen, selten alpine Zwergsträucher.
Die Laubblätter sind wechselständig, gegenständig oder fast gegenständig angeordnet, bei manchen Arten bilden die basalen Laubblätter eine am Grund oder am Stängel sitzende Blattrosette. Die Blattspreite ist ganzrandig oder gelappt, selten eingeschnitten.

### Generative Merkmale
Der Körbchenboden ist flach bis konvex und ohne Spreublätter. Es sind nur Röhrenblüten vorhanden, die alle zwittrig sind. Manchmal sind die randlichen Blüten etwas anders geformt; dann sind die Blüten am Rand des Körbchens weiß, rosafarben oder rötlich, selten gelb. Ansonsten sind die Blüten, zumindest, die im Zentrum meist gelb oder weiß, manchmal rötlich oder weißlich.
Der Pappus besteht aus fünf bis zehn mehr oder weniger gleichmäßig dicken, eiförmigen, schmal ovalen bis runden, selten zweilappigen unregelmäßigen Schuppen oder selten aus mehrfachen, gezackten oder borstigen, linealisch bis verkehrteiförmigen, an der Basis verschmolzenen Schuppen. Er fällt und verbreitet sich als Ganzes.

## Systematik
Die Tribus Chaenactideae wurde 2002 durch Bruce G. Baldwin in Bruce G. Baldwin, Bridget L. Wessa, Jose L. Panero: Nuclear rDNA Evidence for Major Lineages of Helenioid Heliantheae (Compositae). In: Systematic Botany, Volume 27, Issue 1 aufgestellt, um die Gattungen der klassischen Helenieae aufzunehmen, die mit schuppigem Pappus, ohne verdickte Basis oder Mittelrippen und gestreiften Achänen und nach molekularen Untersuchungen eine eigene Line der Heliantheae-Allianz bilden. Die Ergebnisse der Untersuchungen wurden durch Chloroplasten-DNA-Daten (Panero und Funk, 2002) gestützt.

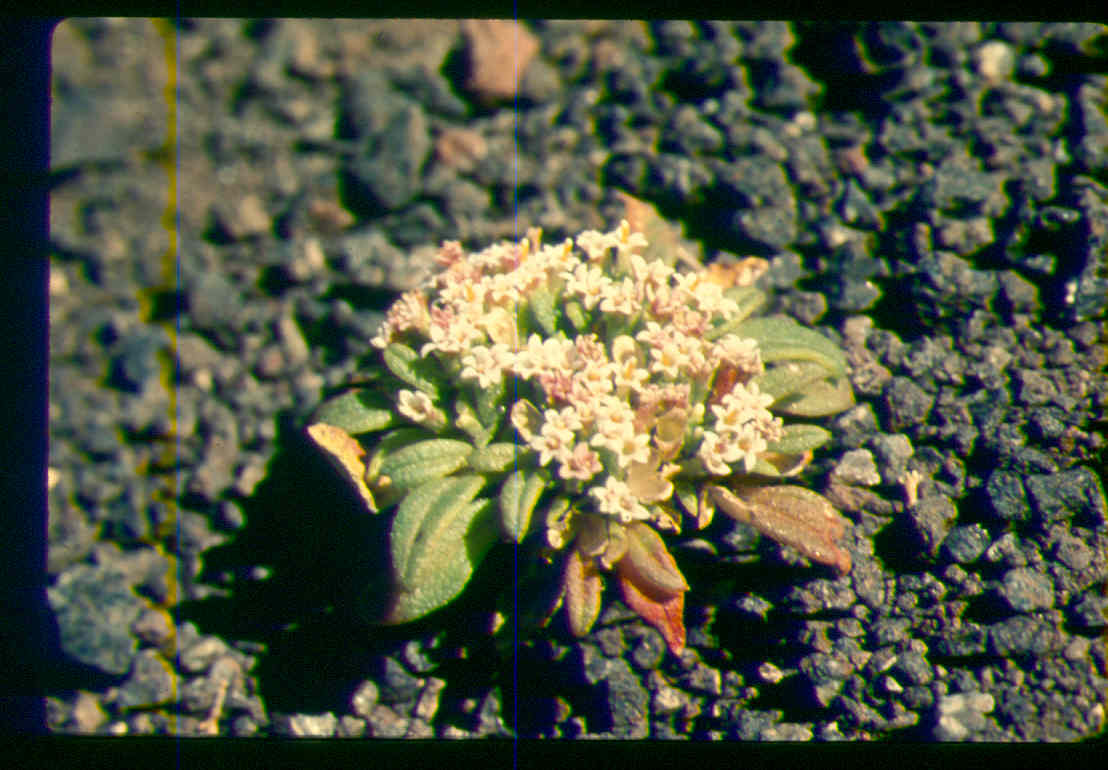
Dimeresia howellii

### Gattungen und ihre Verbreitung
- Chaenactis DC.: Die etwa 18 Arten sind vom westlichen Nordamerika bis ins nordwestliche Mexiko verbreitet.[4]
- Dimeresia A.Gray: Sie enthält nur eine Art:
  - Dimeresia howellii A.Gray: Sie gedeiht in Höhenlagen von 1100 bis 2900 Metern in den westlichen USA-Bundesstaaten Kalifornien, Idaho, Nevada sowie Oregon.[4]
- Orochaenactis Coville: Sie enthält nur eine Art:
  - Orochaenactis thysanocarpha (A.Gray) Coville: Sie gedeiht in Höhenlagen von 2100 bis 3800 Metern in Kalifornien.[4]